# Adblock Plus
Adblock Plus é uma extensão filtradora de propagandas para o Firefox, Chrome, Opera, Microsoft Edge, Internet Explorer, Yandex e Maxthon.
Este programa foi incluído na lista de complementos do Firefox a partir de 17 de janeiro de 2006. Devido a sua enorme utilização, foi relatado cerca de 80.000 downloads por dia, chegando a 100 milhões no total.

## Como funciona
Assim como o bloqueador de imagens do Mozilla, o Adblock bloqueia os pedidos HTTP de acordo com o seu endereços de origem e pode bloquear IFrames, scripts e Flash. Ele também usa folhas de estilo (stylesheets) do usuário geradas automaticamente para ocultar, ao invés de bloquear, elementos, tais como anúncios em forma de texto em uma página a medida que carregam.

## História
A extensão Adblock foi originalmente criada em 2002 por Henrik Aasted Sørensen, que, em seguida, transferiu a propriedade do projeto para a rua. O suplemento foi capaz de atrair um número significativo de seguidores antes de ser definitivamente abandonado em 2006, apesar do fato de que nenhuma versão publicada desde 2003 foi declarada como estável. Em 2005, a falta de progresso instou um membro da comunidade, Michael McDonald, a criar uma versão bifurcada chamada Adblock Plus, incorporando as seguintes características:
- Banners
- Propagandas em videos do YouTube
- Propagandas no Facebook
- Pop-ups
- Todo tipo de propaganda invasiva

Em janeiro de 2006, Wladimir Palant reescreveu completamente o Adblock Plus e fez um projeto separado. Menos de um ano depois, Adblock Plus foi o plug-in para Firefox mais baixado, uma posição que ele ocupa desde então.

## Prêmios
- PC World elegeu Adblock Plus como um dos 100 melhores produtos de 2007.[5]